# مومی انگامالئو
مومی انگامالئو (انگلیسی: Moumi Ngamaleu؛ زادهٔ ۹ ژوئیهٔ ۱۹۹۴) بازیکن فوتبال اهل کامرون است.
وی همچنین در تیم ملی فوتبال کامرون بازی کرده است.